# Heterobathmia
Heterobathmia är ett släkte av fjärilar. Heterobathmia ingår i familjen Heterobathmiidae.
Heterobathmia är enda släktet i familjen Heterobathmiidae.
Kladogram enligt Catalogue of Life:
| Heterobathmia | \| \| Heterobathmia diffusa \| \| \| \| \| \| Heterobathmia pseuderiocrania \| \| \| \| |
|               | \| \| Heterobathmia diffusa \| \| \| \| \| \| Heterobathmia pseuderiocrania \| \| \| \| |
|               | Heterobathmia diffusa                                                                   |
|               |                                                                                         |
|               | Heterobathmia pseuderiocrania                                                           |
|               |                                                                                         |